# Raouf Ben Yaghlane
 (avril 2014).
Si vous disposez d'ouvrages ou d'articles de référence ou si vous connaissez des sites web de qualité traitant du thème abordé ici, merci de compléter l'article en donnant les références utiles à sa vérifiabilité et en les liant à la section « Notes et références ».
Raouf Ben Yaghlane (arabe : رؤوف بن يغلان), de son vrai nom Abderraouf Ben Yaghlane, né en 1950, est un auteur dramatique, acteur, metteur en scène de théâtre et producteur culturel tunisien, actif en Tunisie et en France.

## Biographie
Il obtient un diplôme d'art dramatique en 1973 et une licence en action culturelle en 1978 à l'université Paris-VIII où il avait également poursuivi des études de sociologie entre 1977 et 1981.
En 1983, il est chargé de mission à la direction du développement culturel au ministère français des Affaires culturelles.
En 1983 et 1984, il enseigne la manifestation culturelle en tant que chargé de cours à l'université Paris-XIII.
Le 11 septembre 2014, il annonce sa candidature à l'élection présidentielle.

## Théâtre
- 1969-1973 : acteur au Théâtre régional du Kef
- 1979 : acteur dans Gilgamesh de Víctor García au Théâtre national de Chaillot (Paris)
- 1989 : auteur et acteur dans Mohamlet
- 1990-1991 : auteur et acteur dans Amour sans séjour de Mehdi Charef
- 1992-1994 : auteur et acteur dans L'anonyme maison de Mohamlet à Grenoble
- 1995-1999 : auteur et acteur dans Mathalan, ou quand je me suis déguisé en femme
- 2000-2004 : auteur et acteur dans Je suis complexé (Ech ikouloulou)
- 2005-2008 : auteur et acteur dans Naabbar wella ma Naabbarch
- 2008 : acteur dans Art avec Hichem Rostom et Mohamed Kouka sur un texte de Yasmina Reza et avec une mise en scène de Mohamed Kouka
- 2009 : acteur dans Nour Inshallah en italien avec une mise en scène de Gianni Battaglia à Raguse (Italie)
- 2010-2014 : auteur, acteur et metteur en scène de Harak Yetmanna
- 2017 : auteur et acteur de Terroriste moins quart[2]

## Médiation culturelle et direction de projets
- 1980 : ville de Vaulx-en-Velin (La Culture c'est quoi)
- 1981-1982 : ville de Grenoble (Le Travail c'est quoi)
- 1982-1983 : ville d'Orly et ministère de la Justice (Le Quartier raconte)
- 1983 : ville de Creil (Connaître et changer son quartier : culture et réhabilitation des quartiers)
- 1986-1988 : ville de Grenoble (Images et quartiers)

## Filmographie

### Longs métrages
- 1974 : Le Messie de Roberto Rossellini[3]
- 1979 : Tout feu, tout flamme de Jean-Paul Rappeneau[3]
- 1980 : Un mauvais fils de Claude Sautet[3]
- 1983 : La Balance de Bob Swaim[3]

### Courts métrages
- 1972 : Seuils interdits de Ridha Béhi où Raouf Ben Yaghlane y joue le rôle principal

## Télévision
- 1989 : Kantara, série télévisée, Antenne 2
- 1994 : Dhamir Mostater, série télévisée, télévision tunisienne (ERTT)
- 1997 : Har wa hlou, série télévisée, télévision tunisienne (ERTT)